# Спрингвил (Калифорнија)
Спрингвил (енгл. Springville) насељено је место без административног статуса у америчкој савезној држави Калифорнија.

## Демографија
По попису из 2010. године број становника је 934, што је 175 (-15,8%) становника мање него 2000. године.
| Група             | 2000.         | 2010.       |
| Белци             | 1.006 (90,7%) | 774 (82,9%) |
| Афроамериканци    | 1 (0,1%)      | 5 (0,5%)    |
| Азијати           | 3 (0,3%)      | 7 (0,7%)    |
| Хиспаноамериканци | 62 (5,6%)     | 109 (11,7%) |
| Укупно            | 1.109         | 934         |